# Biserica „Înălțarea Domnului” din Mana
Biserica „Înălțarea Domnului” este o biserică amplasată în Mana, raionul Orhei, Republica Moldova. Este un monument arhitectural de importanță națională inclus în Registrul monumentelor Republicii Moldova ocrotite de stat cu nr. 1178 (raionul Orhei). Datează din 1845.